# Sotan Tanabe
Sotan Tanabe (født 6. april 1990) er en japansk fodboldspiller.
Han har spillet for flere forskellige klubber i sin karriere, herunder FC Tokyo og Sabadell.